# Fahrenseifen
Fahrenseifen ist eine Ortschaft in der Stadt Waldbröl im Oberbergischen Kreis im südlichen Nordrhein-Westfalen, Deutschland innerhalb des Regierungsbezirks Köln.

## Lage und Beschreibung
Der Ort liegt ca. 4,8 km nördlich vom Stadtzentrum entfernt.

## Geschichte

### Erstnennung
1575 wurde der Ort das erste Mal urkundlich erwähnt und zwar „Ort in der Karte von Arnold Mercator.“
Schreibweise der Erstnennung: Varnsseyffen